# Mosaic del Circ de Bell-lloc (Girona)
El mosaic del circ trobat a Bell-lloc del Pla (o Can Pau Birol) de Girona, és un dels paviments musius més interessants d' entre tots els que s'han conservat en terres gironines. Tot i la seva importància, encara no s'ha resolt de manera unànime la seva interpretació iconogràfica. L'anàlisi acurat del mosaic ha plantejat una multitud d'interrogants, i s'han suggerit diferents interpretacions per a intentar resoldre'ls. El primer interrogant ja sorgeix en la definició del tema representat. Alguns experts afirmen que es tracta d'una cursa concreta que es va dur a terme al Circ Màxim de Roma, d'altres asseguren que es tracta d'una representació simbòlica del que succeeix en una cursa de quadrigues, i d'altres consideren que la representació de la cursa no fa referència al gran circ romà. Des del 1994 es pot visitar al Museu d'Història de Girona.

## Disseny
El mosaic es divideix en tres parts: l'espai dedicat a l'arena, que ocupa dues terceres parts del total del conjunt, l'espai dedicat a la tribuna presidencial, i una faixa de motius florals que els envolta. A l'arena s'hi representen quatre quadrigues en acció, agrupades en dos registres diferents: dues quadrigues a la part superior i dues a la part inferior, acompanyats per diferents personatges auxiliars. Aquests dos registres estan separats per l’spina: l'ample mur que separa l'arena al voltant de la qual les quadrigues fan les voltes.
Els diferents elements arquitectònics i decoratius que s'hi representen, per alguns són una clara referència a la voluntat de fer al·lusió al Circ Màxim, però d'altres consideren que precisament demostren que no es tracta de la representació del gran circ.
A la dreta de l’spina hi identifiquem les metae, amb els extrems arrodonits i una petita porta d'accés, sobre de la que s'hi erigeixen tres monòlits de bronze que s'utilitzaven per marcar el punt de gir dels carros. La metae de l'extrem esquerre del mosaic avui no es conserva, però si sabem com era a partir de la còpia policromada que va encarregar la Comissió de Monuments Històrics i Artístics de la Província de Girona poc després del seu descobriment a J. Serra i Pausas.
Sobre l’spina s'erigeixen diferents elements i escultures. D'esquerra a dreta, en primer lloc, la deessa Roma, tot i que també s'ha proposat que pugui tractar-se de Minerva o una Pal·las Atena: armada amb una llança, escut i casc. Al seu costat Cíbele, muntada damunt un lleó. Al centre, un gran obelisc amb dos busts al basament. Seguidament un bàrbar presoner, de genolls, lligat amb les mans al darrere. Al costat un bòvid, que ha sigut interpretat com a Hèrcules Serapis, amb el bou Apis, se l'ha relacionat amb el mite del rapte d'Europa, i també s'ha proposat que es pugui tractar d'una escena de venatio. Finalment, a l'extrem esquerre, un trofeu construït a partir d'un suport vertical coronat per un casc, sobre el que s'hi recolzen llances i escuts.
Sobre l’spina s'hi representen unes línies blanques amb lleugeres ondulacions, fent al·lusió a la presència d'aigua, indicant que l’spina no era un simple mur, sinó un espai de certa amplada que contenia aigua al seu interior: l'anomenat euripus. Aquest és un element característic del Circ Màxim de Roma, que també apareix en altres mosaics circenses, com el de Cartago i el de Lió.
De tots aquests elements, els imprescindibles per a la caracterització del circ romà són l'obelisc, Cíbele, el trofeu i l’euripus. La principal mancança és que no s'hi representen els típics dofins i ovaria - ous - de bronze que servien com a elements de marcatge al Circ Màxim de Roma. Fins i tot, en totes les representacions circenses en què se sintetitza la representació de l’spina aquests hi apareixen. Són elements que es consideren primaris. En canvi, la resta d'elements com la deessa -Roma, Minerva o Atena-, el presoner, i el brau, són elements considerats unica en les representacions circenses. ¿Per què si hi ha espai per representar aquests elements que no coneixem a cap altre mosaic, i partint de la base que volen representar el Circ Màxim, no l'aprofiten per fer-hi aparèixer elements tant essencial com els dofins i els ovaria? Aquestes presències i absències generen preguntes que són molt difícils de respondre avui dia, motiu pel qual els diferents experts han arribat a diferents conclusions.
Continuem a l'arena, on hi apareixen representats set personatges: quatre quadrigues en ple joc acompanyades de tres figures. Cada quadriga representa una facció, distingida per un color: vermella (russata), blava (veneta), blanca (albata), i verda (prasina). Cada quadriga es representa amb dues inscripcions: la que fa referència al nom de l'auriga, i la que fa referència al nom del cavall de tir, el que corria a l'interior – més a prop de l’spina – i dirigia la quadriga.
A la part inferior dreta hi trobem la quadriga dirigida per Filoromus, representant de la facció blanca (albata), amb el seu cavall Pantaracus, a punt d'agafar el gir per fer la corba de la metae. Seguidament trobem l'auriga Torax, de la facció vermella (russata), i el seu cavall Polistefanus, en acció de frenada. A la part superior la facció blava (veneta), amb Calimorfus i el seu cavall Patynicus. Finalment la facció verda (prasina), amb l'auriga Limenius i el seu cavall Euplium, que han patit un accident i han bolcat (naufragium).
Tot i que el mosaic presenta en detall les quatre faccions que participen en la cursa i les figures auxiliars que les acompanyen, no s'exposa clarament qui és el guanyador. Cap auriga apareix tampoc rebent el premi o en alguna de les formes al·lusives a aquest gest. Per aquesta qüestió iconogràfica el mosaic ha estat sotmès, altre cop, a diverses interpretacions entre els experts. N'hi ha que consideren que el vencedor és Calimorfus. D'altres que consideren que el vencedor és Filoromus amb el seu cavall Pantaracus.
A l'extrem dret del mosaic hi ha una representació arquitectònica, l'anomenat oppidum, tractat amb gran concreció i detall, ocupant una gran extensió comparat amb d'altres mosaics. S'hi representen sis carceres, lloc on es preparaven i des d'on sortien les quadrigues, separades per grups de tres, presidides per una figura central asseguda de forma majestàtica en una llotja a la part superior: el pulvinar. Es tracta del president dels jocs, que sosté la mappa (vel) a la mà dreta, just abans de deixar-lo caure per donar sortida a la cursa. A la mà esquerra hi té unes taules o còdex. Sobre les carceres hi ha dues representacions: escenes mitològiques que fan referència a la fundació de Roma. L'escena superior és la Lupercal, on hi apareix la lloba alletant els bessons Ròmul i Rem, i al seu costat una figura asseguda, vestida amb indumentària militar, que tant ha sigut interpretat com el déu Mart (pare dels bessons), o una personificació de la mateixa Roma. L'altra escena, la inferior, representa l'episodi de trobada del Déu Mart amb Rea Sílvia (mare dels bessons). Aquestes dues escenes que volen evocar directament la presència de Roma en el mosaic, són considerades també “unica” en relació amb la temàtica representada habitualment en les curses de circ.
A l'arena, les quadrigues estan acompanyades de tres figures. Observem un personatge amb el braç alçat a la corba dreta que sosté una àmfora. Ha estat identificat com un sparsor: l'encarregat de dotar d'aigua als eixos dels carros per refredar les rodes de fusta de l'escalfor pel fregament. A la part superior de l'extrem esquerre de la composició hi ha un personatge a cavall – avui només en conservem la part posterior –. Es tracta d'un genet que mira enrere, dirigint-se a la quadriga de Calimorfus. Porta un bastó (gaiata), i unes cintes que volen que li surten de sobre l'espatlla. Ha estat objecte de dues interpretacions: alguns afirmen que es tracta d'un iubilator: animador de les faccions i anunciador de la quadriga guanyadora, o un desultor: especialista en exhibicions a cavall, que afegeix moments d'espectacle a la cursa. El tercer personatge es troba davant la quadriga de Torax, que acaba de donar la volta a l’spina.
També ha sigut identificat com un sparsor, amb el braç aixecat ordenant al genet que faci frenar la quadriga. També s'ha provat de trobar més respostes a tots els interrogants sorgits a partir de l'anàlisi epigràfic de les inscripcions. Les inscripcions que designen el nom de l'auriga i del cavall de tir tenen una càrrega semàntica molt concreta i clara en totes les representacions de curses de circ de l'imperi romà. Tot i això, els dubtes i les controvèrsies continuen.
Torax significa “el de pit ample”, i el seu cavall Polistefanus “el que ha estat coronat moltes vegades”. Filoromus vol dir “persona a qui li agrada córrer ràpidament i amb força”, i el seu cavall Pantaracus “el que té el poder de tot”. Calimorfus és “el de la bella estampa”, i el seu cavall Patinicus “el que experimenta la victòria”, “el que se n'ha sortit bé”.
Paral·lelament, la inscripció situada davant el president dels jocs diu: “Cecilianus Ficet”: “Cecilià em va fer”. Que també ha portat polèmica. Alguns autors hi veuen el nom del mosaista, d'altres creuen que es tracta del comitent, del propietari de la vil·la, promotor del mosaic.
Com a interpretació global del conjunt, després d'haver observat les diferents consideracions respecte els diferents elements que configuren el mosaic, cal també deixar constància que alguns experts el consideren com un simple conjunt decoratiu, que no va més enllà per representar el gust del propietari cap a aquesta mena d'espectacles. Tot i això, la versió més estesa i acceptada interpreta que el conjunt representa un esdeveniment que es va produir al Circ Màxim de Roma, que el propietari de la vil·la i comitent del mosaic va presidir. Aquest seria el principal motiu que el portaria a voler recordar aquest espectacle i donar a conèixer a tots aquells que el visitessin a la seva vil·la que ell havia sigut magistrat a Roma, la ciutat principal del gran imperi.

## Història
La manca d'excavacions arqueològiques fa que per a fer referència a la cronologia s'hagi hagut d'optar per a fer ús de la tipologia de la iconografia i de l'estil. Així, la datació del mosaic també ha sigut objecte de controvèrsia, oferint segons els diferents experts diverses possibilitats, des de mitjans del segle iii fins a finals del segle iv. J. M. Blázquez el data de principis del segle iii, G. López Monteagudo de finals del segle iv, A. Balil de mitjans del segle iii, J, Gómez Pallarés de finals del segle iii o començaments del IV.
El mosaic està estructurat a partir d'una visió polifocal, que en paraules de J. Polzer «és incorrecta però efectiva», és a dir, no és naturalista però funciona. Ja que dota d'una clara ordenació l'àmbit de l'arena i l'àmbit de l'oppidum, fent ús de diferents punts de vista. S'opta per comprimir l'estructura perimetral de l'edifici – les graderies – per representar de manera grandiloqüent l'oppidum. L'arena s'ordena a partir de tres registres: dos dedicats a les quadrigues separats per un tercer, l'spina.
Hi ha determinats elements que estan dotats d'una certa tridimensionalitat, com les metae i l'euripus. En canvi d'altres que estan tractats de manera frontal, com per exemples les escultures disposades sobre l'spina.
També és important destacar l'ús del color com a mitjà per a la creació de volumetria en els cossos i els diferents elements.
Observem al mateix temps notables diferències en l'escala dels elements que configuren el conjunt, sobretot pel que fa fa a l'oppidum i les quadrigues, que superen l'escala mitjana respecte la resta.
Ens trobem davant uns codis artístics propis de la Roma baix imperial, en què les formes de representació es mouen entre dos camins de manera simultània: una tendència mimètica heretada de l'època imperial, de procedència hel·lenística, en què es vol expressar la màxima volumetria física possible; i una tendència nova que opta per refermar-se sobre la superfície bidimensional, plana. Tant per les absències d'arrel iconogràfica, com per la constatació de dificultats evidents per resoldre la representació de certs elements, s'ha apel·lat tant a la mancança d'espai, com a la negació de l'ofici de l'artista, com a motius econòmics i d'estalvi. Aquestes respostes però, no resulten convincents. Què ha portat al museista o al promotor a emprendre un mosaic en què no es destacada de manera clara qui és el guanyador, en què hi apareixen elements que no tenen res a veure amb la iconografia pròpia dels circs, però alhora té una mostra una voluntat clara de fer referència a la ciutat de Roma i als seus orígens, i a destacar la presència de l'àmbit de l'oppidum i de les diferents quadrigues? Els interrogants, avui, perduren. El que sí que és clar es que ens trobem davant d'algú que dominava els recursos i els codis propis de la tradició hel·lenística, tant per l'excel·lent tractament volumètric en alguns elements com per l'ús del color. Un artífex que sap usar de manera intel·ligent els recursos d'escala per destacar certes figures i elements.
A l'antiguitat, els mosaics servien per a transmetre un determinat discurs que anava més enllà d'allò explícitament representat. Per entendre aquestes representacions era necessari conèixer el codi en què estaven narrades. Segurament, al llarg de tants segles, n'hem perdut el codi.